# کیکو میایجیما
کیکو میایجیما (ژاپنی: 宮島 恵子؛ زادهٔ ۲۴ سپتامبر ۱۹۶۵) بازیکن والیبال اهل ژاپن است.